# Sâlih
Pour les articles homonymes, voir Saleh.

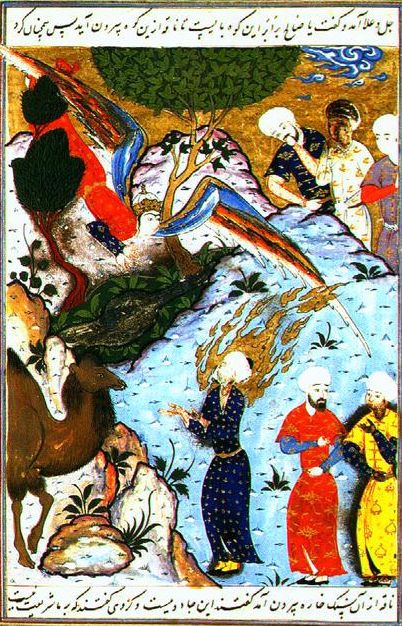
Salih et la chamelle

Saleh ou Salah ou Salih (صَالِح [ṣāliḥ]) est le prophète arabe de l'islam de la tribu des Thamûd. Il est identifié par certains au personnage de Shélah dans la Bible.

## Dans le Coran
Sâlih est l'un des trois prophètes arabes précédant Mahomet et cité dans le Coran. Pour Déroche, "Dans la chronologie très imprécise de la succession de ces épisodes prophétiques, les Thamûd apparaissent après les Ad'". 
Salîh est envoyé, d'après le Coran, (sourates 27 et 91) pour convertir son peuple à l'islam, donc au monothéisme, en le faisant endurer de se nourrir d’une chamelle et de surplus de l’alimenter. Cette dernière avait le droit de boire de leur eau. Seule une partie du peuple aurait suivi les recommandations de Salih. D'autres l’ont accusé d’être un menteur et d’être ensorcelé. La prédication de Salih aurait été accompagnée d'un signe divin.
Les Thamûds, via l’action d’un individu bien précis, d’après la sourate 54 aurait coupé avec une arme blanche la bête. 
Le Coran évoque comme punition divine un tremblement de terre, un éclair représenté de façon parabolique par un cri. Celui-ci aurait tué naturellement le peuple de Thamûd.
La sourate 27 apporte d’autres informations à ce récit. Face à la prédication de Sâlih, les Thamûdiens se seraient divisés en deux groupes (certains contre Salih d’autres avec lui). Et neuf personnes auraient tenté de s’en prendre à la vie de Sâlih et à celle de sa famille mais sans succès. "Ils furent [alors] exterminés avec tous leur peuple"

## Une généalogie ambiguë
La personne de Sâlih est peu étudié par les historiens et les théologiens. Ainsi, des contradictions et ambiguïtés ont lieu à son sujet. 

### Etude chrétienne
Il existe une interprétation généalogique à son sujet qui est incohérente : si Sâlih et Shélah sont bel et bien les mêmes personnes, Sâlih serait donc le père d'un autre prophète arabe nommé Hûd (qui serait donc Éber). Cependant, les sources islamiques nous informent que Hûd a été envoyé avant Sâlih (que donc par la même occasion il aurait vécu avant lui), il ne pourrait alors pas être le fils de Sâlih. Hûd est conventionnellement surnommée le "premier prophète arabe", il ne peut donc pas être le fils d'un prophète arabe (Sâlih) car son surnom serait remis en cause. La généalogie serait donc la suivante : 
|  |  |  |  |           |           |           |           |           |           |  |  |  |  | Sem |  |  |  |  |  |  |  |  |  |            |            |            |            |            |            |  |  |  |  |  |  |  |  |  |  |  |  |  |  |  |  |  |  |
|  |  |  |  |           |           |           |           |           |           |  |  |  |  |     |  |  |  |  |  |  |  |  |  |            |            |            |            |            |            |  |  |  |  |  |  |  |  |  |  |  |  |  |  |  |  |  |  |
|  |  |  |  |           |           |           |           |           |           |  |  |  |  |     |  |  |  |  |  |  |  |  |  |            |            |            |            |            |            |  |  |  |  |  |  |  |  |  |  |  |  |  |  |  |  |  |  |
|  |  |  |  | Arpakshad | Arpakshad | Arpakshad | Arpakshad | Arpakshad | Arpakshad |  |  |  |  |     |  |  |  |  |  |  |  |  |  | Aram       | Aram       | Aram       | Aram       | Aram       | Aram       |  |  |  |  |  |  |  |  |  |  |  |  |  |  |  |  |  |  |
|  |  |  |  | Arpakshad | Arpakshad | Arpakshad | Arpakshad | Arpakshad | Arpakshad |  |  |  |  |     |  |  |  |  |  |  |  |  |  | Aram       | Aram       | Aram       | Aram       | Aram       | Aram       |  |  |  |  |  |  |  |  |  |  |  |  |  |  |  |  |  |  |
|  |  |  |  | Sâlih     | Sâlih     | Sâlih     | Sâlih     | Sâlih     | Sâlih     |  |  |  |  |     |  |  |  |  |  |  |  |  |  | Succession | Succession | Succession | Succession | Succession | Succession |  |  |  |  |  |  |  |  |  |  |  |  |  |  |  |  |  |  |
|  |  |  |  | Sâlih     | Sâlih     | Sâlih     | Sâlih     | Sâlih     | Sâlih     |  |  |  |  |     |  |  |  |  |  |  |  |  |  | Succession | Succession | Succession | Succession | Succession | Succession |  |  |  |  |  |  |  |  |  |  |  |  |  |  |  |  |  |  |
|  |  |  |  | Hûd       |           |           |           |           |           |  |  |  |  |     |  |  |  |  |  |  |  |  |  |            |            |            |            |            |            |  |  |  |  |  |  |  |  |  |  |  |  |  |  |  |  |  |  |

### Étude musulmane: la généalogie d'Ibn Kathîr
Le célèbre historien Ibn Kathir a établi la généalogie suivante : 
|  |  |  |  |           |           |           |           |           |           |  |  |  |  | Sem |  |  |  |  |  |  |  |  |  |            |            |            |            |            |            |  |  |  |  |  |  |  |  |  |  |  |  |  |  |  |  |  |  |
|  |  |  |  |           |           |           |           |           |           |  |  |  |  |     |  |  |  |  |  |  |  |  |  |            |            |            |            |            |            |  |  |  |  |  |  |  |  |  |  |  |  |  |  |  |  |  |  |
|  |  |  |  |           |           |           |           |           |           |  |  |  |  |     |  |  |  |  |  |  |  |  |  |            |            |            |            |            |            |  |  |  |  |  |  |  |  |  |  |  |  |  |  |  |  |  |  |
|  |  |  |  | Arpakshad | Arpakshad | Arpakshad | Arpakshad | Arpakshad | Arpakshad |  |  |  |  |     |  |  |  |  |  |  |  |  |  | Aram       | Aram       | Aram       | Aram       | Aram       | Aram       |  |  |  |  |  |  |  |  |  |  |  |  |  |  |  |  |  |  |
|  |  |  |  | Arpakshad | Arpakshad | Arpakshad | Arpakshad | Arpakshad | Arpakshad |  |  |  |  |     |  |  |  |  |  |  |  |  |  | Aram       | Aram       | Aram       | Aram       | Aram       | Aram       |  |  |  |  |  |  |  |  |  |  |  |  |  |  |  |  |  |  |
|  |  |  |  | Shâlikh   | Shâlikh   | Shâlikh   | Shâlikh   | Shâlikh   | Shâlikh   |  |  |  |  |     |  |  |  |  |  |  |  |  |  | Succession | Succession | Succession | Succession | Succession | Succession |  |  |  |  |  |  |  |  |  |  |  |  |  |  |  |  |  |  |
|  |  |  |  | Shâlikh   | Shâlikh   | Shâlikh   | Shâlikh   | Shâlikh   | Shâlikh   |  |  |  |  |     |  |  |  |  |  |  |  |  |  | Succession | Succession | Succession | Succession | Succession | Succession |  |  |  |  |  |  |  |  |  |  |  |  |  |  |  |  |  |  |
|  |  |  |  | Hûd       | Hûd       | Hûd       | Hûd       | Hûd       | Hûd       |  |  |  |  |     |  |  |  |  |  |  |  |  |  | Sâlih      | Sâlih      | Sâlih      | Sâlih      | Sâlih      | Sâlih      |  |  |  |  |  |  |  |  |  |  |  |  |  |  |  |  |  |  |

Avec cet arbre, nous pouvons relever un point intéressant : le fils d'Arpakshad, du nom de Shâlikh, a un nom qui se rapproche beaucoup de celui de Sâlih. Ainsi, nous pouvons théoriser que les études historiques et religieuses au sujet de Sâlih ont mené à des confusions, étant donné que Shélah et Sâlih ont été confondus. 

### Conclusion
Il est important de souligner le fossé qui existe entre les conventions judéo-chrétiennes et les conventions islamiques au sujet des figures religieuses (appelées prophètes, patriarches ou simplement personnages), et de souligner l'importance qu'est de prendre du recul sur celles-ci en acceptant et respectant le fait qu'il existe plusieurs versions d'un fait – qui peut certes parfois paraitre évident pour certains – selon la croyance.